# Nadine Faustin-Parker
Nadine Faustin-Parker (Bruxelles, 14 aprile 1976) è un'ex ostacolista haitiana.

## Palmarès
| Anno | Manifestazione  | Sede         | Evento      | Risultato        | Prestazione | Note                                     |
| ---- | --------------- | ------------ | ----------- | ---------------- | ----------- | ---------------------------------------- |
| 1999 | Mondiali        | Siviglia     | 100 m hs    | Quarti di finale | 13"32       |                                          |
| 2000 | Giochi olimpici | Sydney       | 100 m hs    | Quarti di finale | 13"25       |                                          |
| 2001 | Mondiali indoor | Lisbona      | 60 m hs     | Semifinale       | 8"24        |                                          |
| 2001 | Mondiali        | Edmonton     | 100 m hs    | Batteria         | 13"15       |                                          |
| 2002 | Giochi CAC      | San Salvador | 100 m piani | 8ª               | 12"38       |                                          |
| 2002 | Giochi CAC      | San Salvador | 100 m hs    | Bronzo           | 13"84       |                                          |
| 2003 | Mondiali indoor | Birmingham   | 60 m hs     | Semifinale       | 8"15        | Miglior prestazione personale stagionale |
| 2003 | Mondiali        | Saint-Denis  | 100 m hs    | Semifinale       | 13"01       |                                          |
| 2004 | Mondiali indoor | Budapest     | 60 m hs     | Batteria         | 8"14        |                                          |
| 2004 | Giochi olimpici | Atene        | 100 m hs    | Semifinale       | 12"74       | Record nazionale                         |
| 2005 | Campionati CAC  | Nassau       | 100 m hs    | Oro              | 12"83       |                                          |
| 2005 | Mondiali        | Helsinki     | 100 m hs    | Semifinale       | 13"27       |                                          |
| 2006 | Giochi CAC      | Cartagena    | 100 m hs    | Argento          | 12"91       |                                          |
| 2007 | Mondiali        | Osaka        | 100 m hs    | Batteria         | 13"16       |                                          |
| 2008 | Giochi olimpici | Pechino      | 100 m hs    | Batteria         | 13"25       |                                          |